# باشا كلا (هرازبي الجنوبي)
باشا کلا (بالإنجليزية: Pasha Kola, Harazpey-ye Jonubi)‏ هي منطقة سكنية تقع في إيران في قسم هرازبي الجنوبی الريفي. يقدر عدد سكانها بـ 229 نسمة .